# Joseph Grimaldi
Joseph Grimaldi (Clare Market, 18 dicembre 1778 – Pentonville, 31 maggio 1837) è stato un attore teatrale e danzatore britannico, noto per essere stato l'archetipo del clown moderno.

## Biografia

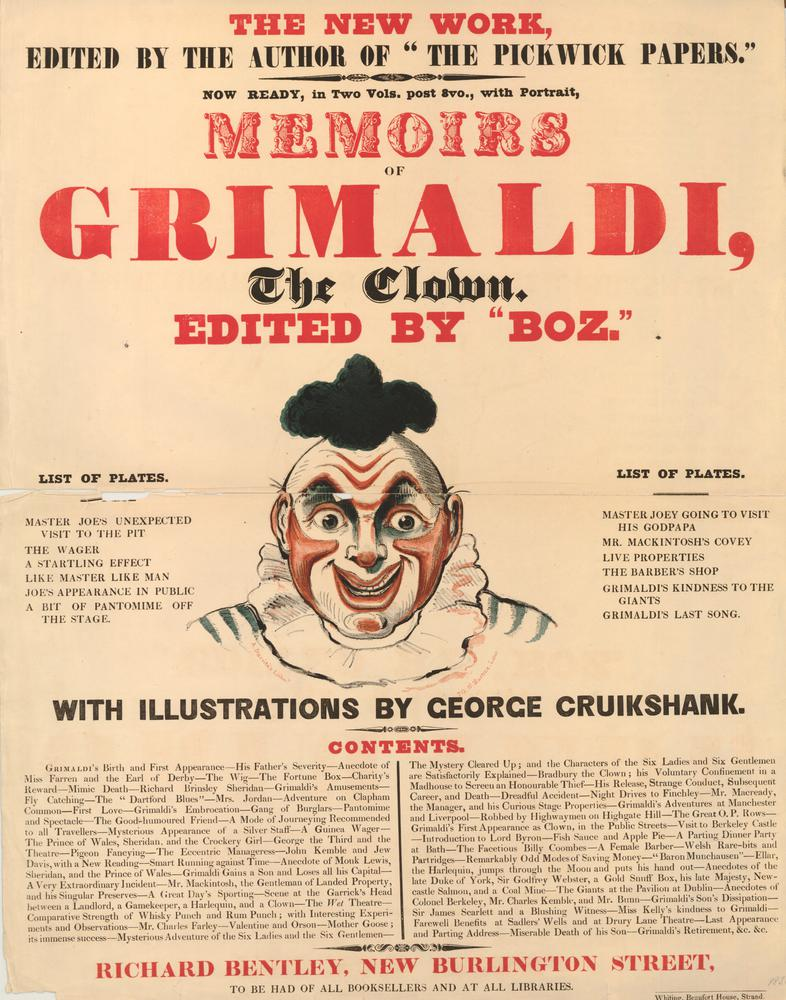

- "Memoirs of Joseph Grimaldi" (1838), edited by Dickens under his regular nom de plume, "Boz".

Figlio d'arte, dato che suo padre Giuseppe (Genova 1713-Londra 1788) fu un noto danzatore, Arlecchino e clown che trasmise a Joseph una fertile fantasia.

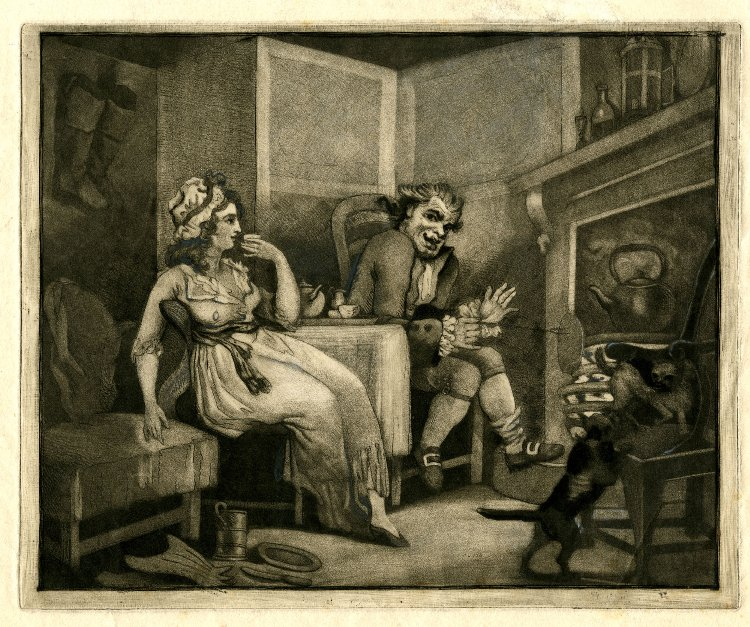
Vignetta satirica di Giuseppe Grimaldi, 1788

Joseph ebbe il merito di elaborare questi insegnamenti ideando una miscela di comicità latina spontanea e di buffoneria tipicamente anglosassone.
Il risultato della sua inventiva fu un clown originale e irresistibile che divenne celebre e raccolse tanti consensi e riconoscimenti, a cominciare da quelli di Lord Byron.
Il suo costume consistette di braghe corte e aderenti e una parrucca a creste di gallo, blue.
Al Covent Garden si esibì anche come attore drammatico.
Nel 1837 redasse le sue memorie, rivedute e risistemate dopo la sua morte da Charles Dickens.